# Busunglück in Venedig 2023

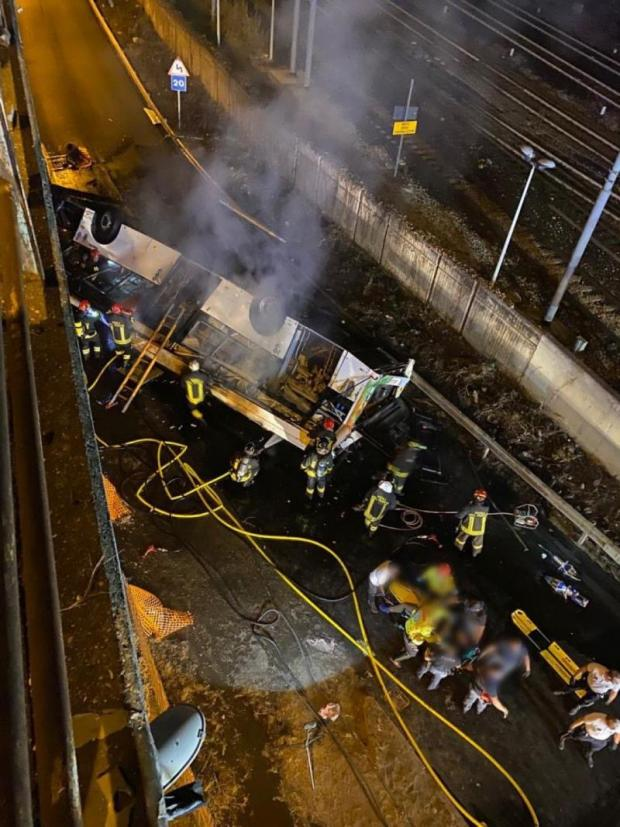
Der auf die Straße heruntergestürzte Bus

Bei einem Busunglück in Venedig im Stadtteil Mestre am 3. Oktober 2023 starben 21 Menschen, weitere 18 wurden verletzt.

## Unfall
Der Vorfall ereignete sich um 19:45 Uhr, als der Bus Touristen vom Piazzale Roma in Venedig zu einem Campingplatz in Marghera bringen sollte.
Laut Zeugenaussagen schrammte der Bus fünfzig Meter lang an der Leitplanke eines Fly-overs entlang, bevor er die Leitplanke auf dem abfallenden Teil einer Überführung einer Straße, die von Mestre nach Marghera und zur Tangente Mestre A57 führt, durchbrach. Der Bus stürzte etwa fünfzehn Meter tief, prallte gegen Stromleitungen und landete kopfüber in der Nähe der Gleise des Bahnhofs Venezia Mestre, wo er Feuer fing.
Der Batteriebus des Herstellers Yutong, Modell E12, wog dreizehn Tonnen und war erst im Oktober 2022 in Betrieb genommen worden, wie das private Betreiberunternehmen La Linea Spa. mitteilte.
Der für den Unfallort zuständige Feuerwehrkommandant erklärte, dass die Antriebsbatterie des Busses Feuer gefangen hätte.
Der für Verkehr zuständige Assessor der Gemeinde Venedig bestätigte später, dass die Überführung, auf der sich der Unfall ereignete, seit 2016 renovierungsbedürftig war. Die Reparaturen, die sieben Millionen Euro kosten sollten, begannen jedoch aufgrund von Problemen bei der Suche nach einem Auftragnehmer erst im September 2023. Die Arbeiten begannen nur 400 Meter vor einer bereits bestehenden 1,5 Meter großen Lücke in der primären Leitplanke, die der Bus durchstieß, sowie einem sekundären Metallzaun am Rand der Überführung.

## Opfer
Von den 40 Personen an Bord des Busses wurden 21 Fahrgäste getötet, 18 weitere wurden verletzt, neun davon schwer. Die Behörden gaben an, dass drei Kinder unter den Toten waren. Unter den Toten befanden sich neun ukrainische Staatsangehörige, vier Rumänen, drei Deutsche,
zwei Portugiesen, ein Kroate, ein Südafrikaner und der 40-jährige italienische Fahrer, der sieben Jahre Fahrerfahrung gehabt haben soll. Unter den Verletzten waren drei Ukrainer, ein Kroate, ein Franzose, ein Österreicher und ein Spanier sowie vier Minderjährige.

## Folgen
Passanten und Bewohner einer nahegelegenen Wohnung waren die ersten, die zum Brandort kamen, Opfer und Überlebende herausholten und versuchten, das Feuer zu löschen. Mehr als zwanzig Krankenwagen und der Luftrettungsdienst von Treviso wurden daraufhin zum Unglücksort entsandt, und die Verletzten wurden in Krankenhäuser in Mestre, Mirano, Padua und Treviso gebracht. Die Rettungsarbeiten dauerten etwa zwei Stunden nach dem Unfall an. Die Überreste des Busses wurden am frühen Morgen des nächsten Tages entfernt.
In einem nahe gelegenen Krankenhaus wurde eine Auffangstation eingerichtet, um den Familien der Opfer psychologische und psychiatrische Unterstützung zu bieten.
Die Staatsanwaltschaft von Venedig hat am 4. Oktober eine Untersuchung des Unfalls eingeleitet.
Elf Tage nach dem Unglück kam es am 14. Oktober zu einem weiteren Busunfall in Mestre. Dabei prallte ein baugleicher Bus des gleichen Betreibers gegen eine Hauswand, nachdem der Fahrer aus bislang unbekannten Gründen die Kontrolle über das Fahrzeug verloren hatte. Bei dem erneuten Unfall wurden 15 Personen verletzt. Die Stadtverwaltung von Venedig stoppte daraufhin den Einsatz von Elektrobussen im Öffentlichen Personennahverkehr der Stadt.

## Reaktionen
Venedigs Bürgermeister Luigi Brugnaro bezeichnete das Ereignis als „apokalyptisch“. In der Stadt wurde ein offizieller Trauerzustand ausgerufen. Der Präsident der Region Venetien, Luca Zaia, kündigte an, dass die Flaggen an offiziellen Gebäuden in der gesamten Region zum Gedenken an die „Tragödie“ auf halbmast gesetzt würden. Francesco Moraglia, der römisch-katholische Patriarch von Venedig, begab sich an den Unglücksort und segnete die Toten.
Die italienische Ministerpräsidentin Giorgia Meloni, Staatspräsident Sergio Mattarella, die deutsche Außenministerin Annalena Baerbock, der französische Präsident Emmanuel Macron, der ungarische Ministerpräsident Viktor Orbán, der Präsident des Europäischen Rates Charles Michel und die Präsidentin der Europäischen Kommission Ursula von der Leyen bekundeten ihr Beileid und ihre Solidarität mit den Opfern des Unglücks, während der italienische Senat am 4. Oktober eine Schweigeminute für die Opfer des Unglücks einlegte.